# Řád José Cecilia Del Valle
Řád José Cecilia Del Valle (španělsky: Orden José Cecilio del Valle) je státní vyznamenání Honduraské republiky založené roku 1957. Udílen je za služby pro národ, diplomatické služby a úspěchy na poli vědy a umění občanům Hondurasu i cizím státním příslušníkům.

## Historie a pravidla udílení
Řád byl založen dne 3. října 1957. Pojmenován je po liberálním politikovi a jednom z předních představitelů éry přechodu koloniální vlády v nezávislost středoamerických států José Cecilu del Valle. Udílen je občanům Hondurasu i cizím státním příslušníkům, kteří se vyznamenali v oblasti umění či vědy a také za služby pro národ nebo za diplomatické služby.
Řád byl upraven 14. listopadu 1978 usnesením Vojenské rady vlády Hondurasu na základě vyhlášky Národního kongresu republiky ze dne 2. února 1971.
Řád udílí prezident Hondurasu na návrh Rady řádu, které sám předsedá a kterou tvoří tři řádní členové a tři náhradníci. Kancléřem řádu je ministr zahraničních věcí Hondurasu. V případě nepřítomnosti prezidenta předsedá radě kancléř.

## Třídy
Řád je udílen v sedmi třídách:
- řetěz
- velkokříž se zlatou hvězdou
- velkokříž se stříbrnou hvězdou
- velkodůstojník
- komtur
- důstojník
- rytíř

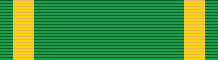
řádový řetěz
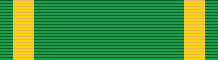
velkokříž se zlatou hvězdou
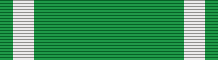
velkokříž se stříbrnou hvězdou
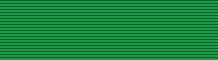
velkodůstojník
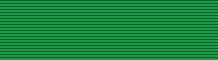
komtur
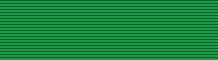
důstojník
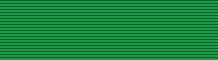
rytíř

## Insignie
Řádový odznak má tvar zeleně smaltované zlatě lemované pěticípé hvězdy s cípy zakončenými do dvou hrotů. Uprostřed je velký kulatý medailon. Lem medailonu tvoří bíle smaltovaný kruh se zlatým nápisem ORDEN JOSE CECILIO DEL VALLE • 1777 – 1977. Uprostřed medailonu je barevně smaltovaná mapa části západní polokoule a zlatý portrét José Cecilia del Valle. Průměr řádového odznaku ve třídě velkokříže je 75 mm. V nižších třídách jsou některé prvky stříbrné.
Stuha je v případě čtyř nejnižších tříd zelená. U třídy velkokříže se stříbrnou hvězdou je při obou okrajích úzký pruh šedé barvy. V případě tříd řetězu a velkokříže se zlatou hvězdou jsou pruhy při okrajích žluté.